# Deutsche Rodelmeisterschaften 1914
Die 3. Deutschen Rodelmeisterschaften 1914 fanden am 4. Januar 1914 auf der Rodelbahn von Bad Sachsa statt. Sie wurden vom Deutschen Rodelbund veranstaltet und durchgeführt.
Es gab wie schon 1913 nur einen Wettbewerb im Einsitzer der Männer. Die Naturbahn hatte eine Länge von 3400 m. Unter den ohnehin vergleichsweise wenigen Zeitungsberichten fand sich auch die falsche Angabe, dass der drittplatzierte Artur von Osterroth Titelverteidiger gewesen sei, was aber Hans Gfäller war. Zudem wurde er als Zweitplatzierter statt korrekt Drittplatzierter genannt. Osterroth hatte den Titel bei den allerersten deutschen Meisterschaften 1912 gewonnen, die allerdings aufgrund witterungsbedingter Verschiebungen auch erst 1913, eine Woche vor den Meisterschaften 1913, durchgeführt wurde. Aufgrund des Ausbruchs des Ersten Weltkrieges dauerte es anschließend sechs Jahre, bis 1920 erneut deutsche Rodelmeisterschaften ausgerichtet werden konnten.
Nach aktuellem Stand sind die drei Erstplatzierten und keine weiteren Informationen zu den Teilnehmern bekannt.

## Einsitzer Männer
| Platz | Rodler              | Ort/Verein   | 1. Lauf | 2. Lauf | Gesamtzeit |
| ----- | ------------------- | ------------ | ------- | ------- | ---------- |
| 1     | Wilhelm Raupach     | Schreiberhau | ? min   | ? min   | 8:27,4 min |
| 2     | Gerhard Adolph      | Schreiberhau | ? min   | ? min   | ? min      |
| 3     | Artur von Osterroth | Ilmenau      | ? min   | ? min   | ? min      |